# بوب أندرسون (لاعب كرة قاعدة)
بوب أندرسون (بالإنجليزية: Bob Anderson)‏ هو لاعب كرة قاعدة أمريكي، ولد في 25 سبتمبر 1935 في إيست شيكاغو في الولايات المتحدة، وتوفي في 12 مارس 2015 في تلسا في الولايات المتحدة.

## وصلات خارجية
- بوب أندرسون على موقع دوري كرة القاعدة الرئيسي (الإنجليزية)
- بوب أندرسون على موقعبيزبول رفرنس.كوم (الدوري الرئيسي) (الإنجليزية)
- بوب أندرسون على موقعبيزبول رفرنس.كوم (الدوري الثانوي) (الإنجليزية)
- بوب أندرسون على موقع مشجعي الرسوم البيانية (الإنجليزية)